# 多羅尾氏
多羅尾氏（たらおし）は、鎌倉時代に近江国甲賀郡信楽荘多羅尾に発祥し、江戸時代末までこの地を治めた武家である。

## 歴史
永仁4年（1296年）、信楽は近衛氏の荘園であり、この地に隠居していた近衛家基が亡くなった。その後、息子の経平と多羅尾の地侍の娘との間に男子が生まれた。この子供ははじめ高山太郎と名乗っていたが、嘉元元年（1303年）多羅尾の地名を姓とし、名も改めて多羅尾師俊と名乗るようになった。これが多羅尾氏の始まりである。師俊は多羅尾に城を造り、信楽全体に勢力を広げていった。
南北朝時代は、多羅尾氏と信楽における勢力争いをしていた鶴見氏と一時結んで、南朝方として行動した。
多羅尾は応仁の乱以前より、伊勢と京の交通の中継地だったため、足利義視が京から伊勢に下向する時、伊勢から京に渡る時に同行している。
文正元年（1466年）2月には、多羅尾三河入道玄頴という人物が、同年8月には玄頴の子・多羅尾四郎兵衛嗣光が上洛している。
応仁2年（1468年）8月に近衛政家が信楽に下向してきた際には多羅尾玄頴が信楽荘の支配を任されるように取り入った。
その後、京極氏と六角氏との抗争に六角氏側として参加。多くの多羅尾の武士が戦死しているが、六角高頼と将軍足利義尚の争い（六角征伐）で将軍方の鈎の陣を夜襲をするなど活躍を見せた。多羅尾光吉は自領では鶴見氏（鶴見成俊）と抗争、鶴見氏を逐って多羅尾氏を信楽での主勢力とし、さらには近衛家をも京に返して守護受として完全独立を果たした。
天文9年（1540年）11月19日付の「大徳寺文書」には多羅尾与介の名前が見える。
天文21年（1552年）には、上洛する細川氏綱・三好長慶に従う多羅尾綱知（孫十郎、左近大夫、常陸介）が確認できる。綱知は、氏綱が山城国淀城に退き表舞台から去った後は松永久秀や野間康久、池田教正といった三好氏方の武将として活動し、三好義継の妹を娶っている。綱知の活動は天正9年（1581年）頃まで確認できるが、子の光信も含めて江戸時代に活躍した多羅尾光吉の系統との関係は不明である。また、綱知と同時期には多羅尾久光が宝厳院に書状を送っている。久光は左近大夫を名乗り、三好氏の城である芥川山城にいたことから綱知の同族と考えられるが関係は不明である。
永禄11年（1568年）、多羅尾光俊（弘光？）は六角氏の没落により、以前から縁のあった徳川家康を通じて織田信長の外様衆となり、伊賀征伐で功を立てた。
天正10年（1582年）に本能寺の変が起こり、堺に取り残された徳川家康は三河へ帰ろうとしたが、その途上に伊賀があった。ここは信長がかつてさんざん攻撃した地域で、その同盟者だった家康の命も危うかった。家康一行の長谷川秀一が甲賀一帯に影響力をもつ多羅尾光俊に助けを求めたところ、光俊は家康一行に一夜の宿を提供しただけでなく、翌日従者50人と甲賀武士200人を付けて加太峠までの伊勢路を警護した。この伊賀越えを助けたことで多羅尾氏と甲賀衆は徳川氏に少なからぬ恩を与えた。ちなみに、このとき囮（）として駕籠に乗せられたのが多羅尾の城にあった将軍（勝軍）地蔵で、のちに江戸の愛宕神社に祀られた。
光俊は後に、小牧・長久手の戦いで豊臣秀吉と徳川家康が争った際、徳川方として浅野長政を撃退し、和睦の条件として浅野長政から一人娘を光俊の三男の嫁として入れた。これが縁で豊臣秀吉に従うようになった。豊臣秀次が近江八幡に入った時に光俊は秀次を多羅尾で歓待し、次男の娘「お万」を秀次の側室にすることに成功した。その後、多羅尾氏の領地は信楽・近江諸領・伊賀・山城・大和の計8万石に達し、全盛時代を築いた。しかしこの入輿は、けっきょく不幸な結果を生むことになった。
豊臣家の後継者と目されていた秀次は、豊臣秀頼の誕生により秀吉から疎んじられるようになり、切腹させられるに至った。お万も秀次の家族と同じく処刑され、連座の咎（）で多羅尾氏はことごとく改易となり、多羅尾氏は一瞬にして無禄となってしまったのである。
1598年（慶長3年）、秀吉が死去した後、大坂にいた徳川家康は多羅尾で困窮している光俊のことを知った。家康は光俊・光太親子を旗本に取り立てた。光太は上杉景勝討伐・関ヶ原の戦い・大坂の陣に参戦。徳川幕府旗本領7000石に復活した。以来多羅尾氏は信楽代官領をはじめ代々近江・畿内の天領代官職を任された。地元では「多羅尾代官」と言われ、多羅尾の屋敷に「代官信楽御陣屋」を置いた。
多羅尾氏の子孫に1960年代、信楽町長になった人物がいる。

## 系図
『寛政重修諸家譜』には多羅尾光吉以降の系譜のみが記されているが、太田亮の『姓氏家系大辞典』第4巻には次の系図が引用されている。